# Sarah Evanetz
Sarah Evanetz (Vancouver, 27 giugno 1975) è un'ex nuotatrice canadese.
Specializzata nello stile libero ha partecipato alle Olimpiadi di Atlanta 1996.

## Palmarès
- Mondiali in vasca corta

Rio de Janeiro 1995: oro nella 4x200m sl.
- Giochi panamericani

Winnipeg 1999: oro nella 4x100m sl.